# Mansuphantes pseudoarciger
Mansuphantes pseudoarciger is een spinnensoort in de taxonomische indeling van de hangmatspinnen (Linyphiidae).
Het dier behoort tot het geslacht Mansuphantes. De wetenschappelijke naam van de soort werd voor het eerst geldig gepubliceerd in 1985 door Jörg Wunderlich.